# 빌리 시언
빌리 시언(Billy Sheehan, 1953년 3월 19일 ~ )는 탈라스, 스티브 바이, 데이빗 리 로스, 미스터 빅, 니아신, 와이너리 도그와의 작업으로 유명한 미국의 베이시스트이다.

## 경력

### 어린 시절
빌리 시언의 첫번째 전기 베이스 기타는 바로 팀 보거트의 것과 유사한 정밀 베이스에 의해 곧 연결된 하그램 FB이다. 정도의 베이스를 얻은 후에, 그는 하그램에서 쓰레기를 제거했다. 몇년에 걸쳐, 그는 다섯개의 가장 높은 끈을 스크롤 하여 정밀 베이스를 강하게 개조했고, 목 픽업과 시언이 가장 약하다고 생각하는 볼트 온 목에 대한 추가 지지를 추가했다.

### 탈라스
시언의 첫번째 정규 밴드는 탈라스로, 기타에 데이브 콘스탄티노와 드럼에 폴 바르가가 나오는 파워 트리오이다.

### 데이빗 리 로스 밴드
데이빗 리 로스

### 미스터 빅
미스터 빅